# Dichaetomyia dasiomma
Dichaetomyia dasiomma este o specie de muște din genul Dichaetomyia, familia Muscidae, descrisă de Xue și Tadao Kano în anul 1994.
Este endemică în Yunnan. Conform Catalogue of Life specia Dichaetomyia dasiomma nu are subspecii cunoscute.